# Cyphocerastis elegans
Espèce
Cyphocerastis elegans est une espèce d'insectes orthoptères caelifères de la famille des Acrididae et de la sous-famille des Coptacrinae. Elle est trouvée en Afrique Centrale.

## Référence
1. ↑  (de) Afrikanische Acrididae. Ramme. 1929. Mitt. Zool. Mus. Berlin 15:351.